# Euthalia jiwabaruana
Euthalia jiwabaruana är en fjärilsart som beskrevs av John Nevill Eliot 1980. Euthalia jiwabaruana ingår i släktet Euthalia och familjen praktfjärilar. Inga underarter finns listade i Catalogue of Life.